# Knjige Gospe Jelene Mikuličijke
Knjige Gospe Jelene Mikuličijke ili Treća rapska pjesmarica je pjesmarica iz 1676. godine čuva se u benediktinskom samostanu sv. Andrije. Ova rapska pjesmarica je jedno od najstarijih pučkih prikazanja. Sadrži Gospin plač. Muškarac čita prolog koji su početni stihovi Gospina plača. Poziva sudjelovati u tuzi Majke Isusove koja u tada nije samo Gospa nego i majka koja gubi svoga sina. Današnje procesije posljedice su takvih pučkih prikazanja.